# Rui Rodrigues
Pour les articles homonymes, voir Rodrigues (homonymie).
Rui Rodrigues est un footballeur portugais, né le 17 mai 1943 à Lourenço Marques (Mozambique, alors colonie portugaise) et mort le 23 février 2024. Il joue comme défenseur central. Il est entraîneur seulement une saison.

## Carrière

### Joueur
Rui Rodrigues arrive en 1962 dans le club de Coimbra, où il rejoint l'Académica. Sa première saison est remarquée car il s'impose déjà comme titulaire en inscrivant un but en seize rencontres. Les saisons qui suivent, il fait révéler le l'Académica de Coimbra au plus haut niveau. Il joue pratiquement toutes les rencontres de championnat chaque année, dont la deuxième saison où il arrive à marquer cinq buts en vingt-et-une rencontre (pour un défenseur). Il devient le véritable patron en défense avec l'Académica, ce qui lui vaut d'être appelé en équipe nationale dès 1967, après une seconde place arrachée en championnat pendant la saison 1966/67 (c'est le plus beau parcours jamais réalisé de l'Académica en championnat). Il n'est pas champion, ni vainqueur, mais réalise deux finales en Coupe du Portugal en 1966/67 (perdue 2-3 contre le Vitória Setúbal) et deux années après en 1968/69 (perdue 1-2 contre le Benfica Lisbonne). Il a représenté de nombreuses fois le club d'Académica en Europe.
Ses appels en sélection ne manquent pas, ni ses belles performances en club, c'est le grand Benfica Lisbonne qui le ramène dès le mercato d'été en 1971, pour se renforcer en défense. Il parvient à faire vingt-et-une rencontres, dès sa première saison à Lisbonne. Les saisons qui suivent ne se ressemblent pas et petit à petit il perd sa place de titulaire avec seize rencontres puis dix pendant ses deux dernières saisons au service du Benfica.
Il part, pour se relancer en tant que titulaire et Rui s'envole pour le club de Guimarães au Vitória Sport Clube. Il y reste seulement deux saisons en participant à tous les matchs de championnat pour sa première saison, puis seulement dix-huit pendant sa deuxième saison.
L'Académica de Coimbra revient chercher sa star, cinq ans après avoir quitté le club des Estudantes. Il ne joue pas énormément sa première saison en jouant seulement huit rencontres, mais reste au club et il tient plus de jeu pour sa deuxième saison (vingt au total et un but). Sa troisième et dernière saison, il joue cinq rencontres, et par la même occasion son club est relégué. Par la suite il prend sa retraite avec son club formateur.

### Statistiques en joueur
| Saison                | Club                  | Championnat           | Championnat | Championnat | Coupe(s) nationale(s) | Coupe(s) nationale(s) | Compétition(s) continentale(s) | Compétition(s) continentale(s) | Compétition(s) continentale(s) | Sélection | Sélection | Sélection | Total | Total |
| Saison                | Club                  | Division              | M.          | B.          | M.                    | B.                    | Comp.                          | M.                             | B.                             | Équipe    | M.        | B.        | M.    | B.    |
| 1962-1963             | Académica de Coimbra  | 1                     | 16          | 1           | -                     | -                     | -                              | -                              | -                              | -         | -         | -         | 16    | 1     |
| 1963-1964             | Académica de Coimbra  | 1                     | 21          | 5           | -                     | -                     | -                              | -                              | -                              | -         | -         | -         | 21    | 5     |
| 1964-1965             | Académica de Coimbra  | 1                     | 26          | 3           | -                     | -                     | -                              | -                              | -                              | -         | -         | -         | 26    | 3     |
| 1965-1966             | Académica de Coimbra  | 1                     | 26          | 0           | -                     | -                     | -                              | -                              | -                              | -         | -         | -         | 26    | 0     |
| 1966-1967             | Académica de Coimbra  | 1                     | 25          | 0           | -                     | -                     | -                              | -                              | -                              | -         | -         | -         | 25    | 0     |
| 1967-1968             | Académica de Coimbra  | 1                     | 25          | 0           | -                     | -                     | -                              | -                              | -                              | Portugal  | 2         | 0         | 27    | 0     |
| 1968-1969             | Académica de Coimbra  | 1                     | 24          | 3           | -                     | -                     | C3                             | -                              | -                              | Portugal  | 1         | 0         | 25    | 3     |
| 1969-1970             | Académica de Coimbra  | 1                     | 21          | 3           | -                     | -                     | C2                             | -                              | -                              | Portugal  | 1         | 0         | 22    | 3     |
| 1970-1971             | Académica de Coimbra  | 1                     | 26          | 2           | -                     | -                     | -                              | -                              | -                              | Portugal  | 1         | 0         | 27    | 2     |
| Sous-total            | Sous-total            | Sous-total            | 210         | 17          | -                     | -                     | -                              | -                              | -                              | -         | 5         | 0         | 215   | 17    |
| 1971-1972             | Benfica Lisbonne      | 1                     | 21          | 1           | -                     | -                     | C1                             | -                              | -                              | Portugal  | 5         | 2         | 26    | 3     |
| 1972-1973             | Benfica Lisbonne      | 1                     | 16          | 0           | -                     | -                     | C1                             | -                              | -                              | -         | -         | -         | 16    | 0     |
| 1973-1974             | Benfica Lisbonne      | 1                     | 10          | 0           | -                     | -                     | C1                             | -                              | -                              | -         | -         | -         | 10    | 0     |
| Sous-total            | Sous-total            | Sous-total            | 47          | 1           | -                     | -                     | -                              | -                              | -                              | -         | 5         | 2         | 52    | 3     |
| 1974-1975             | Vitória Guimarães     | 1                     | 30          | 2           | -                     | -                     | -                              | -                              | -                              | -         | -         | -         | 30    | 2     |
| 1975-1976             | Vitória Guimarães     | 1                     | 18          | 0           | -                     | -                     | -                              | -                              | -                              | Portugal  | 1         | 1         | 19    | 1     |
| Sous-total            | Sous-total            | Sous-total            | 48          | 2           | -                     | -                     | -                              | -                              | -                              | -         | 1         | 1         | 49    | 3     |
| 1976-1977             | Académica de Coimbra  | 1                     | 8           | 0           | -                     | -                     | -                              | -                              | -                              | Portugal  | 1         | 0         | 9     | 0     |
| 1977-1978             | Académica de Coimbra  | 1                     | 20          | 1           | -                     | -                     | -                              | -                              | -                              | -         | -         | -         | 20    | 1     |
| 1978-1979             | Académica de Coimbra  | 1                     | 5           | 0           | -                     | -                     | -                              | -                              | -                              | -         | -         | -         | 5     | 0     |
| Sous-total            | Sous-total            | Sous-total            | 33          | 1           | -                     | -                     | -                              | -                              | -                              | -         | 1         | 0         | 34    | 1     |
| Total sur la carrière | Total sur la carrière | Total sur la carrière | 338         | 21          | -                     | -                     | -                              | -                              | -                              | -         | 12        | 3         | 350   | 24    |

### Entraîneur
Après avoir arrêté sa carrière de footballeur chez les Estudantes du côté de Coimbra, il prend en main, seulement deux années après sa retraite sportive, le SC Beira-Mar tout juste relégué de première division. Il se classe 5e avec le club d'Aveiro.
Il prend en main, dès le début de la saison 1981/1982, l'União de Coimbra en II Divisão - Zona Centro. Tout juste promu de troisième division, le club fait son grand retour en seconde division. Il est limogé à la 20e journée alors que son club alterne entre les 11e et 12e places. Il finit sur une défaite contre le SL Cartaxo (1-3).
Après son aventure à Coimbra, il revient au club où il a commencé sa carrière d'entraîneur, le Sport Clube Beira-Mar. Rui prend en main un club qui dispute la seconde division (zone centre) avec l’objectif de revenir au plus haut niveau. Ce ne sera pas le cas car le club termine à la cinquième place.

### Statistiques en tant qu'entraîneur
| Résultats | Résultats        | Résultats                | Résultats | Résultats | Résultats | Résultats | Résultats | Autres matches | Autres matches | Autres matches | Autres matches | Total       | Total   | Total      |
| Saison    | Club             | Pays                     | Place     | Victoires | Nuls      | Défaites  | Titres    | Victoires      | Nuls           | Défaites       | Titres         | % Victoires | % Nuls  | % Défaites |
| --------- | ---------------- | ------------------------ | --------- | --------- | --------- | --------- | --------- | -------------- | -------------- | -------------- | -------------- | ----------- | ------- | ---------- |
| 1980-1981 | Beira-Mar        | II Divisão - Zona Centro | 5e        | 13        | 8         | 9         | –         | 2              | 0              | 1              | –              | 45,45 %     | 24,24 % | 30,30 %    |
| 1981-1982 | União de Coimbra | II Divisão - Zona Centro | –         | 4         | 7         | 9         | –         | 0              | 0              | 1              | –              | 19,04 %     | 33,33 % | 47,61 %    |
| 1982-1983 | Beira-Mar        | II Divisão - Zona Centro | 5e        | 10        | 11        | 9         | –         | 0              | 0              | 1              | –              | 32,25 %     | 35,48 % | 32,25 %    |
| Total     | Total            | Total                    | Total     | 27        | 26        | 27        | –         | 2              | 0              | 3              | –              | 34,11 %     | 30,58 % | 35,29 %    |

- Autres matchs : sont considérées comme des compétitions officielles des matchs non-championnat (coupe nationale, coupe de la ligue, coupes continentales, matchs de play-offs, supercoupe.. etc). Compétitions non acceptée : compétitions non officielles (matchs amicaux, trophée de pré-saison)

## En sélection nationale
Ses belles performances avec l'Académica lui valent d'être appelé en sélection nationale. Il honore sa première sélection le 26 novembre 1967 contre la Bulgarie. Il dispute le match aller et le match retour des qualifications pour le Championnat d'Europe de 1968.
Il est ensuite appelé pour disputer plusieurs matchs des tours préliminaires de la Coupe du monde de 1970, mais il ne joue pas souvent, car concurrencé par Humberto Coelho au poste de défenseur central.
Il marque les qualifications pour l'Euro 1972, pendant lesquelles il inscrit deux buts alors qu'il joue défenseur.
Plus rappelé entre 1971 et 1974, il revient en sélection en 1975, dans le cadre des éliminatoires du Championnat d'Europe de 1976. Il signe son retour en ouvrant la marque contre l'Angleterre. 
Malgré cela, il n’obtiendra plus qu'une seule sélection ensuite, sa 12e, le 16 octobre 1976 contre la Pologne, où il joue la totalité du match.

## Sélections
| Sélections | Date             | Stade                               | Adversaire | Résultat | Minutes | Compétition                                     | Buts |
| ---------- | ---------------- | ----------------------------------- | ---------- | -------- | ------- | ----------------------------------------------- | ---- |
| 1          | 26 novembre 1967 | Stade national Vassil Levski, Sofia | Bulgarie   | 1 – 0    | 90e     | Éliminatoires du Championnat d'Europe de 1968   | –    |
| 2          | 17 décembre 1967 | Estádio Nacional do Jamor, Oeiras   | Bulgarie   | 0 – 0    | 90e     | Éliminatoires du Championnat d'Europe de 1968   | –    |
| 3          | 27 octobre 1968  | Estádio Nacional do Jamor, Oeiras   | Roumanie   | 3 – 0    | 56e     | Tours préliminaires à la Coupe du monde de 1970 | –    |
| 4          | 2 novembre 1969  | Wankdorfstadion, Berne              | Suisse     | 1 – 1    | 90e     | Tours préliminaires à la Coupe du monde de 1970 | –    |
| 5          | 10 mai 1970      | Estádio Nacional do Jamor, Oeiras   | Italie     | 1 – 2    | 45e     | Match amical                                    | –    |
| 6          | 17 février 1971  | Stade Émile Versé, Bruxelles        | Belgique   | 3 – 0    | 73e     | Éliminatoires du Championnat d'Europe de 1972   | –    |
| 7          | 21 avril 1971    | Estádio da Luz, Lisbonne            | Écosse     | 2 – 0    | 90e     | Éliminatoires du Championnat d'Europe de 1972   | –    |
| 8          | 12 mai 1971      | Estádio das Antas, Porto            | Danemark   | 5 – 0    | 18e 90e | Éliminatoires du Championnat d'Europe de 1972   | 1    |
| 9          | 13 octobre 1971  | Hampden Park, Glasgow               | Écosse     | 2 – 1    | 57e 90e | Éliminatoires du Championnat d'Europe de 1972   | 2    |
| 10         | 21 novembre 1971 | Estádio da Luz, Lisbonne            | Belgique   | 1 – 1    | 90e     | Éliminatoires du Championnat d'Europe de 1972   | –    |
| 11         | 19 novembre 1975 | Estádio José Alvalade, Lisbonne     | Angleterre | 1 – 1    | 15e 48e | Éliminatoires du Championnat d'Europe de 1976   | 3    |
| 12         | 16 octobre 1976  | Estádio das Antas, Porto            | Pologne    | 0 – 2    | 90e     | Tours préliminaires à la Coupe du monde de 1978 | –    |

## Palmarès

### Académica de Coimbra
- Vice-champion du Championnat du Portugal : 1 fois — 1966-67
- Finaliste de la Coupe du Portugal : 2 fois — 1966-67, 1968-69

### Benfica
- Vainqueur du Championnat du Portugal : 2 fois — 1971-72, 1972-73
- Vainqueur de la Coupe du Portugal : 1 fois — 1971-72
- Vice-champion du Championnat du Portugal : 1 fois — 1973-74
- Finaliste de la Coupe du Portugal : 1 fois — 1973-74

### Vitória Guimarães
- Finaliste de la Coupe du Portugal : 1 fois — 1975-76